# Soleil trompeur 2
Série Soleil trompeur
Soleil trompeur
(1993) Soleil trompeur 3
(2011)
Pour plus de détails, voir Fiche technique et Distribution.
Soleil trompeur 2 (en russe : Утомлённые солнцем 2: Предстояние, Outomlionnyïé solntsem 2 : predstoyanie) est un film russe du réalisateur Nikita Mikhalkov sorti en 2010 et sélectionné en compétition officielle pour le Festival de Cannes 2010,. Il forme la suite du film Soleil trompeur (1994), son action se déroule en 1941-1943, cinq années après l'arrestation du colonel Kotov. Il est suivi, en 2011, du troisième volet de la trilogie, Soleil trompeur 3.

## Synopsis
L'histoire commence le 22 juin 1942, lorsque l'ancien commandant de l'Armée rouge Sergueï Kotov s'évade d'un camp du Goulag, en compagnie de son camarade Ivan, profitant d'une attaque aérienne de la Luftwaffe.
En mai 1943, le colonel du NKVD Mitia Arsentiev arrive à la datcha de Kountsevo où il rencontre Joseph Staline et Lavrenti Beria qui l'informent que Kotov a réussi à éviter la mort en 1941. Staline ordonne à Arsentiev de retrouver Kotov et lui remettre une certaine mallette dont le contenu n'est pas dévoilé. Ensuite, Arsentiev va rendre visite à Nadia, la fille de Kotov. Celle-ci travaille comme animatrice au camps des pionniers. Nadia refuse de renier son père relégué au stutut d'ennemi du peuple. Après avoir tenté en vain de convaincre Nadia que Kotov est mort, Arsentiev quitte le camp avec Maroussia, ex-femme de Kotov, devenue depuis sa compagne. 
L'action revient en 1941. Kotov et Ivan évadés du camps assistent au retrait de la garnison militaire locale et à la fuite de la population civile.

## Fiche technique
- Titre : Soleil trompeur 2
- Réalisation : Nikita Mikhalkov
- Scénario : Roustam Ibraguimbekov, Nikita Mikhalkov, Vladimir Moiseyenko, Aleksandr Novototsky
- Photographie : Vladislav Opelyants
- Montage : Svetolik Zajc
- Production : Nikita Mikhalkov
- Budget : 35 millions d'euros[2]
- Langue : russe
- Date de sortie (DTV) : 2 octobre 2013

## Distribution
- Nikita Mikhalkov : commandant de l'Armée rouge Sergueï Petrovitch Kotov
- Oleg Menchikov : Mitia Arsentiev, agent du NKVD
- Nadejda Mikhalkova : Nadia, fille du commandant Kotov
- Victoria Tolstoganova : Maroussia, ex-femme de Kotov
- Sergueï Garmach : le père Alexandre
- Evgueni Mironov : lieutenant Izioumov
- Sergueï Makovetski : Lounine, agent du SMERSH
- Dmitri Dioujev : Ivan
- Andreï Panine : Kravets
- Angelina Mirimskaïa : la pionnière Lioubka
- Arthur Smolianinov : Iourka
- Alexandre Adabachyan : Igor, le fonctionnaire
- Alexeï Petrenko : le lieutenant âgé
- Arthur Smolianinov : Iourka
- Rimma Markova : l'infirmière militaire
- Alexeï Bouldakov : Semion Boudienny
- Valentin Gaft : Pimen, prisonnier juif
- Andreï Merzlikine : Nikolaï
- Artiom Mikhalkov : cadet Micha Sazonov
- Valery Zolotoukhine : Pindiurine, capitaine du chaland

## Distinctions

### Récompenses
- Nika 2011 : meilleur acteur dans un second rôle pour Evgueni Mironov
- Guilde russe des critiques de cinéma : Éléphant blanc du meilleur acteur dans un second rôle pour Evgueni Mironov

### Sélections
Le film a été présenté en sélection officielle en compétition au Festival de Cannes 2010.